# 我的推是壞人大小姐。
《我的推是壞人大小姐。》（簡稱）是日本作家Inori（いのり。）撰寫的百合輕小說系列。2018年1月14日至2021年2月21日在成為小說家吧網路連載，共268話。2019年2月26日起於日本愛中出版旗下《GL文庫》發售電子書，由擔綱插畫。2020年6月18日，改編漫畫由一迅社旗下雜誌《Comic百合姬》開始連載，由作畫，同年12月18日出版紙本第一卷。2021年12月18日，單行本版輕小說由一迅社發行。外傳小說《身為平民卻很囂張！》（平民のくせに生意気な！）由2021年5月25日起在成為小說家吧網路連載。其後由日本愛中出版旗下《GL文庫》於2022年2月28日起發售電子版，由擔綱插畫。系列作品除日文之外，還有英文、葡萄牙文、泰文、韓文、中文等語言的版本。改編電視動畫由Platinum Vision製作，於2023年10月至12月播出。

## 故事概要
大橋零是日本女性上班族，很喜歡玩女性向遊戲《Revolution》。某天，她突然發現自己轉生到《Revolution》的世界，並成為了遊戲的女主角「零·緹拉」。她最喜歡的角色、《Revolution》的壞人大小姐「克蕾雅·弗朗索瓦」出現在她面前。雖然克蕾雅身為壞人大小姐，在遊戲中會不斷欺負女主角，但零仍然很喜歡這個角色。零一見面就對克蕾雅告白，在遭到拒絕後仍纏着她，並請她儘管欺負自己。克蕾雅對零的言行只感到困惑，而零對於揮別加班，而且可以跟克蕾雅盡情交流的異世界生活感到非常期待。

## 登場人物

### 主要人物
零·緹拉／大橋零（聲：芹澤優）
日本女性上班族，偏好女性向遊戲。某天在家玩女性向遊戲《Revolution》时，一转眼成为了游戏女主角零·緹拉。「零」是女主角輸入的遊戲名稱，「緹拉」是遊戲強制設定的姓氏。一直喜欢游戏里反派大小姐「克蕾雅·弗朗索瓦」的她，转生后利用在玩游戏时得到的知识来帮助克蕾雅避开悲惨结局。在政權更替後與克蕾雅結婚，並收養了兩個女兒。
克蕾雅·弗朗索瓦（聲：奈波果林）
女性向遊戲《Revolution》的壞人大小姐，在遊戲中是女主角的情敵。性格傲慢喜欢捉弄和命令别人，自己也清楚知道这样的性格会让人讨厌。喜欢第二王子「賽因·保亞」，但随着故事的进展渐渐喜欢上了零，在政權更替後與零結婚，並收養了兩個女兒。
米夏·尤爾（聲：愛美）
就讀於皇家學院的平民，零的室友。雖然現在家道中落，但因為曾經是貴族，對上流社會的禮儀和貴族的資訊相當瞭解。與第三王子「優」是童年的朋友，長久以來一直保持著親密的關係。不太喜欢克蕾雅，對零過於執著克蕾雅的態度感到擔憂。在眾人中最早發現「零零雅」的存在，儘管曾經告誡零不要把自己牽涉進麻煩事，但仍在零零雅的管教中提供了協助。
蕾妮·奧索（聲：長谷川育美）
從小就在弗朗索瓦家擔任女僕。有時她會像姐姐一樣嚴格地警告克蕾雅，甚至會提醒她別浪費蔬菜。自從她成為克蕾雅的女僕後，她擔任了前輩的角色，給予零指導。雖然蘭伯特是她的哥哥，但他們卻像戀人一樣相愛。
羅德·保亞（聲：KENN）
保亞王國的第一王子，女性向游戏《Revolution》的可攻略對象之一。性格外向开朗，喜欢新鲜事物。
賽因·保亞（聲：浪川大輔）
保亞王國的第二王子，女性向遊戲《Revolution》的可攻略對象之一。性格复杂，平常冷静，不爱说话，会弹竖琴。
優·保亞（聲：日笠陽子）
保亞王國的第三王子，女性向遊戲《Revolution》的可攻略對象之一。性格温柔。
蘿蕾塔·柯克瑞特（聲：松本沙羅）
经常和琵琵一起陪在克蕾雅身边的少女。
琵琵·巴利耶（聲：栗坂南美）
和蘿蕾塔一起陪在克蕾雅身边的少女，特别崇拜克蕾雅。
瑪娜莉亞·蘇塞（聲：水樹奈奈）
鄰國蘇塞王國的王女， 世界唯一所有魔法屬性都有会的"四屬性持有者”。是少数在游戏里帮助主角的人。和零一样是同性戀者，曾经和家中的女僕發生過關係，最終女僕离职而去。
零零雅（聲：栗坂南美）
和零訂下使魔契約的幼年史萊姆。
蘭伯特·奧索（聲：宮瀨尚也）
學園騎士團的副團長，蕾妮的哥哥。魔法石的专家。

## 出版書籍

### 輕小說
本作的電子書版本由日本愛中出版旗下《GL文庫》於2019年2月26日起發售，現出版5卷。英文電子書版由Seven Seas Entertainment於2021年9月24日起發售，平裝本於同年11月10日起出版。繁體中文電子書版由青文出版社代理，於2022年3月15日起發售。
| 卷數 | 愛中出版      | 青文出版社    | 青文出版社             |
| 卷數 | 發售日期      | 發售日期      | ISBN                   |
| ---- | ------------- | ------------- | ---------------------- |
| 1    | 2019年2月26日 | 2022年3月30日 | ISBN 978-626-303-907-0 |
| 2    | 2019年8月26日 | 2023年3月8日  | ISBN 978-626-322-922-8 |
| 3    | 2020年8月26日 | 2022年11月1日 | ISBN 978-626-340-385-7 |
| 4    | 2021年2月26日 | 2023年1月11日 | ISBN 978-626-340-573-8 |
| 5    | 2021年8月26日 | 2023年7月31日 | ISBN 978-626-362-067-4 |

單行本版輕小說的內容與網路連載的版本相同，但改題《我的推是壞人大小姐。-Revolution-》。2021年12月18日起由一迅社旗下《一迅社NOVELS》出版，由擔綱插畫。
| 卷數 | 一迅社         | 一迅社                 |
| 卷數 | 發售日期       | ISBN                   |
| ---- | -------------- | ---------------------- |
| 1    | 2021年12月18日 | ISBN 978-4-7580-2319-1 |
| 2    | 2022年6月17日  | ISBN 978-4-7580-2415-0 |
| 3    | 2022年12月16日 | ISBN 978-4-7580-2415-0 |

外傳小說《區區平民竟敢這麼囂張！》由日本愛中出版旗下《GL文庫》於2022年2月28日起發售，由擔綱插畫。
| 卷數 | 愛中出版      |
| 卷數 | 發售日期      |
| ---- | ------------- |
| 1    | 2022年2月28日 |

### 漫畫
改編漫畫經一迅社旗下《百合姬Comics》出版，由作畫。繁體中文版由青文出版社代理。
| 卷數 | 一迅社         | 一迅社                                                  | 青文出版社                 | 青文出版社                                              |
| 卷數 | 發售日期       | ISBN                                                    | 發售日期                   | ISBN                                                    |
| ---- | -------------- | ------------------------------------------------------- | -------------------------- | ------------------------------------------------------- |
| 1    | 2020年12月18日 | ISBN 978-4-7580-2193-7                                  | 2022年3月30日              | ISBN 978-626-322-259-5                                  |
| 2    | 2021年6月17日  | ISBN 978-4-7580-2263-7                                  | 2023年3月8日 2023年3月16日 | ISBN 978-626-340-608-7 ISBN 978-626-340-609-4（限定版） |
| 3    | 2021年12月18日 | ISBN 978-4-7580-2318-4                                  | 2023年8月3日               | ISBN 978-626-340-993-4 ISBN 978-626-340-994-1（限定版） |
| 4    | 2022年6月17日  | ISBN 978-4-7580-2433-4                                  | 2023年9月20日              | ISBN 978-626-362-469-6 ISBN 978-626-362-470-2（限定版） |
| 5    | 2022年12月16日 | ISBN 978-4-7580-2479-2                                  | 2024年1月17日              | ISBN 978-626-362-829-8 ISBN 978-626-362-830-4（限定版） |
| 6    | 2023年5月17日  | ISBN 978-4-7580-2540-9                                  | 2024年4月15日              | ISBN 978-626-383-348-7 ISBN 978-626-383-349-4（限定版） |
| 7    | 2023年10月17日 | ISBN 978-4-7580-2613-0 ISBN 978-4-7580-2614-7（特裝版） | 2024年7月17日              | ISBN 978-626-399-169-9 ISBN 978-626-399-170-5（限定版） |
| 8    | 2024年4月17日  | ISBN 978-4-7580-2696-3                                  | 2024年12月18日             | ISBN 978-626-399-857-5 ISBN 978-626-399-858-2（限定版） |
| 9    | 2024年10月18日 | ISBN 978-4-7580-2776-2                                  |                            |                                                         |
| 10   | 2025年4月17日  | ISBN 978-4-7580-2881-3                                  |                            |                                                         |

## 迴響
2021年3月，本作於AnimeJapan舉辦的票選活動「最想動畫化的漫畫作品」獲得第5名。同年8月於下一部人氣漫畫大賞2021獲得紙本漫畫類別第17名。隔年獲得下一部人氣漫畫大賞2022紙本漫畫類別第8名。在2024「BookLive!讀者票選」的「讀者票選推薦最佳100部異世界漫畫」的排行榜中，位居少女漫畫·女性漫畫的第38名。
截至2022年6月，系列累計發行逾20萬冊。

## 電視動畫

### 主題曲
片頭曲《Raise Your Hands!! 〜Raise Y/Our Hands!!〜》
主唱：零（芹澤優）＆克蕾雅（奈波果林），作詞、作曲、編曲：TECHNOBOYS PULCRAFT GREEN-FUND
片尾曲《O.C. 〜Optimum Combination〜》
主唱：零（芹澤優，第1、3、6、8話）、克蕾雅（奈波果林，第2、4、7、9話）、零＆克蕾雅（芹澤優＆奈波果林，第5、10、11、12話），作詞、作曲、編曲：TECHNOBOYS PULCRAFT GREEN-FUND

### 各話列表
| 話數   | 日文標題 | 中文標題                   | 分鏡     | 演出     | 作畫監督             | 總作畫監督 | 首播日期       |
| ------ | -------- | -------------------------- | -------- | -------- | -------------------- | ---------- | -------------- |
| 第1話  |          | 異世界生活就是不斷前進     | 大庭秀昭 | 大庭秀昭 | 小川浩司             | 佐藤陽子   | 2023年 10月2日 |
| 第2話  |          | 女僕的工作是愛情侍奉       |          |          | 梶浦紳一郎           | 小林利充   | 10月9日        |
| 第3話  |          | 我的戀情百折不撓           | 大庭秀昭 | 大庭秀昭 | 南伸一郎             | 佐藤陽子   | 10月16日       |
| 第4話  |          | 魔物的襲擊切勿疏忽大意     |          |          | 小川浩司             | 小林利充   | 10月23日       |
| 第5話  |          | 騎士團考試風波四起         | 大庭秀昭 | 大庭秀昭 | 梶浦紳一郎           | 佐藤陽子   | 10月30日       |
| 第6話  |          | 秘密的原因請勿外流         |          |          | 南伸一郎             | 小林利充   | 11月6日        |
| 第7話  |          | 學院祭決勝關鍵是互換咖啡廳 | 吉川博明 |          | 小川浩司             | 佐藤陽子   | 11月13日       |
| 第8話  |          | 漩渦的中心是權謀策劃       | 大庭秀昭 | 大庭秀昭 | 南伸一郎             | 佐藤陽子   | 11月20日       |
| 第9話  |          | 我的主人永恆不變           |          |          | 梶浦紳一郎、南伸一郎 | 小林利充   | 11月27日       |
| 第10話 |          | 新的情敵是完美超人         | 吉川博明 | 大庭秀昭 | 梶浦紳一郎           | 小林利充   | 12月4日        |
| 第11話 |          | 互相錯過的戀情窮途末路     | 吉川博明 | 大庭秀昭 | 小川浩司             | 佐藤陽子   | 12月11日       |
| 第12話 |          | 我和我推相親相愛           |          |          | 小川浩司、南伸一郎   | 佐藤陽子   | 12月18日       |

### 播映平台
| 播映地區 | 播映平台                      | 播映日期                | 播映時間              | 備註 |
| -------- | ----------------------------- | ----------------------- | --------------------- | ---- |
| 台灣     | 巴哈姆特動畫瘋                | 2023年10月3日－12月19日 | 星期二 00:00（UTC+8） |      |
| 台灣     | Hami Video                    | 2023年10月3日－12月19日 | 星期二 00:00（UTC+8） |      |
| 香港     | Aniplus Asia（now TV）        | 2023年10月3日－12月19日 | 星期二 00:00（UTC+8） |      |
| 東南亞   | Aniplus Asia 相關隨選視訊服務 | 2023年10月3日－12月19日 | 星期二 00:00（UTC+8） |      |

### BD
| 卷數 | 發售日期          | 收錄話數      | 規格編號     |
| ---- | ----------------- | ------------- | ------------ |
| BOX  | 2024年2月14日預定 | 第1話－第12話 | KIZX-90621/3 |

## 外部連結
- 成為小說家吧連載網站（日語）
- 漫畫連載網站（日語）
- 電視動畫官方網站（日語）
- 電視動畫的X（前Twitter）（日語）